# Hassan Bassoma
 (juin 2008).
Si vous disposez d'ouvrages ou d'articles de référence ou si vous connaissez des sites web de qualité traitant du thème abordé ici, merci de compléter l'article en donnant les références utiles à sa vérifiabilité et en les liant à la section « Notes et références ».
Hassan Bassoma Hassan (1958-2006)  était un militaire djiboutien, un des premiers officiers de l'armée nationale créée à l'indépendance.

## Biographie
Né à Gaggadé, dans le district de Dikhil, Hassan Bassoma Hassan  s'engage dans les forces armées territoriales en 1958. À l'indépendance du pays, il intègre l'armée djiboutienne avec le grade de capitaine. 
Il fait partie des premiers officiers djiboutiens envoyés en stage à Fréjus dans le sud de la France pour assurer la relève des officiers coloniaux. Après avoir exercé la fonction d'officier auto au sein du 1er régiment d'infanterie, il devient chef du 4e bureau du 1er régiment commando d'infanterie. 
Il devient ensuite chef du service maintenance du bataillon du quartier général avant d'être nommé à la tête de l'Établissement central de matériels de l'armée de terre, poste qu'il occupe jusqu'à son départ à la retraite le 1er janvier 2000. 
Hassan Bassoma était chevalier de la Grande étoile de Djibouti, officier de l'Ordre national du 27 juin, et officier de la Grande étoile de Djibouti depuis le 6 juin 1995.  

## Décès
Le 27 octobre 2006, colonel Hassan Bassoma Hassan est tué accidentellement près du pont qui enjambe l'oued Ambouli. Il venait de terminer un entretien avec une équipe de la RTD qui l'avait interrogé, en tant que riverain de l'oued, sur les conséquences d'une crue éventuelle. Il s'apprêtait à remonter dans sa voiture lorsqu'un poids lourd éthiopien en provenance d'Addis Abeda l'a heurté de plein fouet, le tuant sur le coup. Le chauffeur et son mécanicien ont pris la fuite, mais ont été retrouvés et des mesures ont été prises.
Sa mort a été déplorée par des groupes liés à l'opposition djiboutienne.

## Positions politiques
Parallèlement à sa carrière militaire, le colonel Bassoma s'est intéressé à l'histoire de son pays et de son peuple. Il défendait l'idée d'une unité historique du peuple djiboutien. Pour lui, le fait que les peuples de la Corne soient de tradition orale explique l'absence de traces écrites de leur histoire  pré-coloniale. Au gré de ses voyages, Bassoma, officier devenu historien, hante les musées et les bibliothèques, accumulant de nombreux documents. 
En 2003, il est nommé à un comité officiel de normalisation de la langue afare .
En 2005, dans une interview accordée à La Nation, il déclare : 
« J'ai fait des recherches sur toutes les communautés djiboutiennes sans distinction ethnique en  sachant  que tous ces peuples ont la  même  origine, à part quelques petites différences sans importances. À l'époque de “Mamlakal Madal”, tous les habitants de cette région ne formaient qu'un seul et même peuple. Sachez en tout cas que ceux qui pensent que l'histoire de Djibouti est introuvable se trompent énormément. Pour vous en convaincre, consultez les douze questions que j'ai adressées aux citoyens par l'intermédiaire de votre journal. J'ai même plusieurs fois proposé à la télévision d'organiser des débats sur l'histoire avec la participation des anciens. En vain. La plupart des vieux sont morts et je pense que c'est une grande perte pour  tous les citoyens et pour le pays. »